# Osama Rashid
Osama Jabbar Shafeeq Rashid (17 de janeiro de 1992) é um futebolista profissional iraquiano que atua como meia.

## Carreira
Osama Rashid representou a Seleção Iraquiana de Futebol na Copa da Ásia de 2015.